# Michael Parler
Michael Parler war ein Steinmetz der Gotik aus der Familie Parler. Er war der Sohn von Heinrich Parler der Ältere (Heinrich von Gmünd) und der Bruder von Peter Parler und Johann(es) Parler (Johann von Gmünd; nicht zu verwechseln mit dem gleichnamigen Sohn von Peter Parler). Über Michael Parler ist wenig bekannt. Er kam wohl gemeinsam mit seinem Bruder Peter nach Böhmen. Im Jahr 1359 ist er in Goldenkron nachgewiesen. Später hielt er sich in Prag auf, wo er bis 1383 nachgewiesen ist. Über seine Werke als Steinmetz ist nichts detailliertes bekannt. Ein Meisterzeichen von ihm ist ebenfalls  nicht überliefert.
Michael Parler ist nicht zu verwechseln mit dem gleichnamigen Neffen von Peter Parler, der 1383 als Werkmeister am Straßburger Münster belegt ist und auch nicht mit dem beim Bau des Ulmer Münsters erwähnten Meister Michael aus der Ulmer Linie.